# Idarubicin
Idarubicin, auch 4-Demethoxidaunorubicin, ist ein zu den Anthracyclinen gehörender Stoff.

## Verwendung
Es wird als Zytostatikum im Rahmen der Kombinationschemotherapie von akuten Leukämien verwendet.
Idarubicin ist ein DNA-Interkalator. Die fehlende Methoxygruppe gegenüber Daunorubicin verbessert die Fettlöslichkeit und damit die Aufnahme in die Zelle, wo es dann zu wachstumshemmender Wechselwirkung mit der Topoisomerase II kommt.